# Santa Rita (Samar)
Santa Rita è una municipalità di quarta classe delle Filippine, situata nella Provincia di Samar, nella regione di Visayas Orientale.
Santa Rita è formata da 38 baranggay:
- Alegria
- Anibongan
- Aslum
- Bagolibas
- Binanalan
- Bokinggan Pob. (Zone I)
- Bougainvilla Pob. (Zone II)
- Cabacungan
- Cabunga-an
- Camayse
- Cansadong
- Caticugan
- Dampigan
- Guinbalot-an
- Gumamela Pob. (Zone III)
- Hinangudtan
- Igang-igang
- La Paz
- Lupig

- Magsaysay
- Maligaya
- New Manunca
- Old Manunca
- Pagsulhogon
- Rosal Pob. (Zone IV)
- Salvacion
- San Eduardo
- San Isidro
- San Juan
- San Pascual (Crossing)
- San Pedro
- San Roque
- Santa Elena
- Santan Pob. (Zone V)
- Tagacay
- Tominamos
- Tulay
- Union